# Eleição para governador da Flórida em 2006
A eleição para governador do estado americano da Flórida em 2006 foi realizada em 7 de novembro de 2006, para eleger o governadr e o vice-governador da Flórida. O governador do estado, Jeb Bush, não pode concorrer a reeleição, pelo limite de termos.Também foram realizadas as eleições legislativas federais e estaduais.
O partido republicano teve como candidato Charlie Crist junto com seu vice Jeff Kottkamp, o partido democrata teve como candidato o congressista Jim Davis e Daryl Jones como vice.